# Nicola de Angelis
Nicola de Angelis CFIC (ur. 23 stycznia 1939 w Pozzaglia Sabino, zm. 16 czerwca 2023 w Montefiascone) – włoski duchowny rzymskokatolicki posługujący w Kanadzie, w latach 2003–2014 biskup Peterborough.

## Życiorys
W 1959 wstąpił do Zgromadzenia Synów Niepokalanego Poczęcia i podjął w Rzymie. W 1967 wyjechał do Kanady i rozpoczął studia teologiczne w Toronto, gdzie 6 grudnia 1970 przyjął święcenia kapłańskie. Po święceniach pracował na terenie tamtejszej archidiecezji, pełniąc funkcje m.in. tymczasowego wicekanclerza kurii, a także duszpasterza włoskich imigrantów. W 1984 został wybrany ekonomem generalnym, zaś dwa lata później przełożonym generalnym montian.
27 grudnia 1992 został prekonizowany biskupem pomocniczym Toronto ze stolicą tytularną Remesiana. Sakrę biskupią otrzymał w miejscowej katedrze 24 czerwca 1992. Jako biskup był odpowiedzialny za centralną część archidiecezji oraz za kontakty z obcokrajowcami mieszkającymi na terenie archidiecezji.
28 grudnia 2002 został mianowany biskupem Peterborough, zaś 26 lutego 2003 kanonicznie objął urząd. 8 kwietnia 2014 przeszedł na emeryturę.